# Estación José de Alencar
José de Alencar es la segunda estación de la línea sur del metro de Fortaleza en el sentido Carlitos Benevides.

## Historia
La estación fue inaugurada el 18 de julio de 2013 por la presidenta Dilma Rousseff, junto con la estación Chico da Silva en el centro de Fortaleza.

## Características
Inicialmente la estación se llamaría Lagoinha pero vio su nombre alterado debido al lugar donde fue implantada la estación al lado de la plaza José de Alencar. Actualmente es considerada la estación más transitada del metro por encontrarse en una de las áreas más visitadas del centro de Fortaleza.
- Datos: Q18372086
- Multimedia: José de Alencar (Fortaleza Metro) / Q18372086